# Wettsteinina salicicola
Wettsteinina salicicola är en svampart som tillhör divisionen sporsäcksvampar, och som beskrevs av Andrea Nograsek. Wettsteinina salicicola ingår i släktet Wettsteinina, klassen Dothideomycetes, divisionen sporsäcksvampar och riket svampar. Arten är reproducerande i Sverige.